# Bernhard Kreibohm
Bernhard Kreibohm (* 9. August 1925 in Hannover; † 8. Juni 2000 ebenda) war ein deutscher Politiker (SPD).

## Leben und Beruf
Nach dem Besuch der Mittelschule in Hannover wurde Kreibohm 1943 zur Wehrmacht eingezogen und nahm anschließend als Soldat am Zweiten Weltkrieg teil. Während des Krieges erlitt er schwere Verwundungen. Er arbeitete nach dem Kriegsende in der Hannoverschen Jugendpflege und war von 1954 bis 1956 Vorsitzender des Landesjugendringes in Niedersachsen.
Kreibohm engagierte sich seit 1972 in der Arbeiterwohlfahrt (AWO), der er bereits seit 1945 angehörte. Er war von 1986 bis 1996 Vorsitzender des AWO-Bezirksverbandes Hannover und zugleich Vorsitzender der AWO Niedersachsen -LAG. Seit 1990 beteiligte er sich am Aufbau der AWO in Sachsen-Anhalt. Darüber hinaus war er Mitglied des NDR-Rundfunkrates. Kreibohm starb am 8. Juni 2000 an den Folgen eines langjährigen Krebsleidens.

## Politik
Kreibohm trat 1945 in die SPD ein, war bis 1956 Vorsitzender der Sozialistischen Jugend in Niedersachsen und fungierte von 1956 bis 1974 als Geschäftsführer der SPD-Landtagsfraktion. Er war von 1952 bis 1970 Ratsmitglied der Stadt Hannover und von 1966 bis 1970 Ratsvorsitzender. Dem Niedersächsischen Landtag gehörte er von 1970 bis 1986 an. Von 1970 bis 1974 war er zunächst stellvertretender Vorsitzender, von 1974 bis 1978 dann Vorsitzender der SPD-Landtagsfraktion. Von 1978 bis 1986 amtierte er als Vizepräsident des Landtages.